# Niech Bóg będzie prawdziwy
„Niech Bóg będzie prawdziwy” (ang. Let God Be True) – publikacja wydana w 1946 roku przez Towarzystwo Strażnica (wydanie polskie: 1950), wyd. zrewidowane w 1952 roku. Tytuł książki jest cytatem fragmentu wersetu biblijnego z Listu do Rzymian 3:4 (w wydaniu polskim w przekładzie Biblii gdańskiej). Publikacja ta została wydana w 54 językach i osiągnęła nakład 19 250 000 egzemplarzy.

## Wydanie
Ogłoszenie wydania książki nastąpiło na kongresie pod hasłem „Weselące się narody” w Cleveland w stanie Ohio w Stany Zjednoczone, który odbył się w dniach od 4 do 11 sierpnia 1946 roku. Wszyscy obecni na kongresie otrzymali egzemplarz tej książki (ok. 80 tys. osób, w tym 302 delegatów z 32 krajów).

## Przeznaczenie
Celem wydania książki było przedstawienie wierzeń Świadków Jehowy. W latach 1946–1968 była ona podstawowym podręcznikiem do prowadzenia przez Świadków Jehowy studiów biblijnych z osobami, które poznawały zasady ich religii. W okresie tym liczba głosicieli wzrosła o około 1 milion. W 1968 roku zastąpił ją nowy podręcznik Prawda, która prowadzi do życia wiecznego.

## Zawartość
Książka podzielona została na sześć głównych części. Omawia m.in. takie tematy: Piekło, miejsce spoczynku – nadziei, Kościół Boży, Droga do Boga przez modlitwę, Kto to jest Jehowa?, Cóż jest człowiek?, Powrót Chrystusa, Koniec świata, Czy istnieje trójca?, Okup za wielu i ponad dwadzieścia innych tematów. Zawiera ponumerowane akapity; do każdego z nich zamieszczono jedno lub dwa pytania do omówienia w trakcie studiowania Biblii. Na końcu zamieszczono skorowidz wersetów biblijnych oraz skorowidz przedmiotowy tematów omówionych w tym podręczniku.

## Odbiór
Przez dziesiątki lat od jej wydania książka wymieniana była jako źródło informacji o poglądach Świadków Jehowy; jej zawartość była przedmiotem licznych prac polemicznych.